# 3793 Leonteus
3793 Leonteus (1985 TE3) là một Trojan của Sao Mộc được phát hiện ngày 11 tháng 10 năm 1985 bởi E. Shoemaker và C. Shoemaker ở Palomar. Nó được đặt theo tên Leonteus, a hero of the Chiến tranh thành Troia in Greek mythology.